# Ghostface Killah
Dennis Coles (Staten Island, New York, 9 de mayo de 1970) más conocido como Ghostface Killah es un rapero estadounidense, proveniente de Nueva York. Empezó a escribir canciones de rap en 1990. En 1993 debutó con el grupo Wu-Tang Clan y en 1996 debuta como rapero solista. En el 2004 hace una aparición.. en el videojuego Def Jam Fight For NY, de Def Jam. Tiene una aparición en un capítulo de una serie estadounidense llamada The Boondocks En un capítulo llamado Stinkmeaner Strikes Back, Aparece como un fantasma. También apareció en la serie "Human Giant" de la MTV. En 2006 sale por la discográfica Def Jam el LP More Fish..

## Discografía

### Álbumes de estudio
- Ironman (1996)
- Supreme Clientele (1999)
- Bulletproof Wallets (2001)
- The Pretty Toney Album (2004)
- Fishscale (2006)
- More Fish (2006)
- The Big Doe Rehab (2007)
- Ghostdini: The Wizard of Poetry in Emerald City (2009)
- Apollo Kids (2010)
- Twelve Reasons To Die (2013)
- Sour Soul (2015)

### Recopilatorios
- Shaolin's Finest (2003)
- Hidden Darts: Special Edition (2007)
- The Wallabee Champ (2008)
- Ghostdeini the Great (2008)

## Colaboraciones
- 2006: «You Know I'm No Good» (del disco Back to Black Deluxe Edition, de Amy Winehouse)
- 2013: «Space Cadet» (del disco Flume Deluxe Edition, de Flume)
- 2018: «Gonna Love Me (Remix)» (de Teyana Taylor)
- 2018: «Beat Take 1» (del disco The Neighbourhood (álbum), de The Neighbourhood)
- 2022: «Purple Hearts» (del disco Mr. Morale & The Big Steppers, de Kendrick Lamar)

- Datos: Q323463
- Multimedia: Ghostface Killah / Q323463